# Bruno Jacoboni
Bruno Jacoboni (Avezzano, 4 marzo 1943) è un allenatore di calcio ed ex calciatore italiano, di ruolo portiere.

## Carriera

### Giocatore
La sua carriera inizia nella squadra degli Aquilotti di Avezzano. Fa il suo esordio in prima squadra, appena sedicenne, nel campionato di Prima Categoria abruzzese del 1959-1960. Due anni dopo passa sull'altra sponda cittadina, nelle file della Forza e Coraggio di Avezzano in Serie D, dove colleziona 12 presenze.
Nelle stagioni 1962-1963 e 1963-1964 veste la maglia del Bisceglie in Serie C, dove totalizza 3 presenze il primo anno e 5 il secondo, che non gli permettono la conferma. Ceduto al Melfi, il primo anno non viene utilizzato per l'espletamento del sevizio militare. L'anno dopo, in Serie D, colleziona con la squadra dell'alto Vulture 25 presenze.  Nel 1966-1967  torna in Serie C acquistato dall'Anconitana dove realizza 31 presenze. La stagione successiva passa alla Reggina in Serie B.
Dal 1967-1968 al 1973-1974 milita nella squadra del presidente Oreste Granillo. Totalizza 175 presenze in Serie B, stabilendo nel campionato 1970-1971 il record di imbattibilità di 1088 minuti
Nel 1974-1975 con 36 presenze difende la rete della Pro Vasto in Serie C e l'anno successivo con 15 presenze, ancora in Serie C, contribuisce alla promozione del Lecce in Serie B. Termina la carriera attiva nel 1976-1977 con la Turris in Serie C come chioccia dei portieri, senza collezionare presenze.

### Allenatore
Diventato allenatore, ha avuto trascorsi in Serie C nell'Avezzano e nella Gioiese e in Serie D nel Crotone e nella Vibonese; molte sono le squadre allenate in Eccellenza e Promozione della regione Calabria. Ha avuto anche esperienze come "secondo" in Serie A con la Reggina e in Serie B sempre con la Reggina e con il Crotone.
Nella stagione 1991-1992 sfiora lo scudetto con la squadra Primavera della Reggina, sconfitto in finale dal Torino. Nel 2001 è alla guida dell'U19 del Crotone

## Palmarès

### Giocatore

#### Competizioni nazionali
- Campionato italiano Serie C: 1

Lecce: 1975-1976
- Coppa Italia Semiprofessionisti: 1

Lecce: 1975-1976

#### Competizioni internazionali
- Coppa Italo-inglese per semiprofessionisti: 1

Lecce: 1976

### Allenatore

#### Competizioni nazionali
- Serie C2: 1

Avezzano: 1980-1981

#### Competizioni regionali
- Promozione: 1

Vibonese: 1996-1997
- Coppa Italia Regionale: 1

Vibonese: 1996-1997
- Eccellenza: 1

Vibonese: 1997-1998

## https://www.reggio10forever.it/in-evidenza/reggina-jacoboni-una-leggenda-amaranto/tiesterni
- (DE, EN, IT) Bruno Jacoboni (calciatore), su Transfermarkt, Transfermarkt GmbH & Co. KG.
- (DE, EN, IT) Bruno Jacoboni (allenatore), su Transfermarkt, Transfermarkt GmbH & Co. KG.